# 白头镇
白头镇，是中华人民共和国四川省成都市崇州市下辖的一个乡镇级行政单位。2019年12月，撤销王场镇、燎原乡，将原王场镇和原燎原乡所属行政区域划归白头镇管辖，白头镇人民政府驻甘泉街9号。

## 行政区划
白头镇下辖以下地区：
天竺社区、和乐村、高览村、三洞村、甘泉村和五星村。